# Tiny Masters of Today
Tiny Masters of Today — американский музыкальный коллектив, образованный в 2005 году подростками из Бруклина: Иваном, Адой (брат с сестрой) и их другом Джексоном.

## История
Подростковая панк-группа привлекла к себе внимание весной 2005 года, когда выложила свои демозаписи на Myspace. Ещё до того как они сыграли свой первый концерт, Tiny Masters of Today были представлены в журнале Newsweek, который называл их «короткие, своевольные» песни «замечательными».
Вскоре британский независимый лейбл Tigertrap Records издал три песни из тех демозаписей в виде мини-альбома Big Noise, тираж которого был почти сразу распродан, а журнал Artrocker поместил коллектив на обложку и объявил его «будущим рок-н-ролла». Дэвид Боуи похвалил группу в ряде СМИ, назвав их первый сингл «гениальным». Второй мини-альбом с домашними записями под названием K.I.D.S. вышел в декабре 2006 года.
Tiny Masters of Today первоначально состояла из Ивана и Ады, а партию ударных они записывали и воспроизводили на концертах с помощью ноутбука. Рассел Симинс, ударник Blues Explosion, связался с участниками, после того как услышал их демозаписи, и на продолжительный срок стал концертным барабанщиком группы. Втроём они отыграли почти 60 концертов, в том числе турне по Великобритании и Европе. Симинс также был сопродюсером (вместе с Филом Эрнандесом и Крисом Максвеллом, известным как The Elegant Too) первого полноценного альбома группы Bang Bang Boom Cake (2007). Благодаря вниманию со стороны музыкальных критиков звукозаписывающие компании проявили интерес к команде, тем не менее во время записи дебютной пластинки она так и не подписала контракт. По завершении альбом был выпущен под лейблом Great Society/World’s Fair в Северной Америке и под Mute Records в остальных странах.
В декабре 2006 года группа с Расселом Симинсом появились на радиостанции Public Radio International в программе Fair Game, где исполнили песни «Stickin’ It to the Man» и «Tooty Frooty». Симинс отправился в турне с коллективом в 2007 году, а в следующем году его заменил Джексон Поллис.
В 2009 году вышел второй студийный альбом группы Skeletons.

## Участники
- Ivan
- Ada
- Jackson

Бывшие участники
- Рассел Симинс

## Дискография

### Альбомы
- Bang Bang Boom Cake (2007)
- Skeletons (2009)

### Мини-альбомы
- Big Noise (2006)
- K.I.D.S. (2006)

### Синглы
- «Radio Riot» (2007)
- «Hey Mr. DJ» (2007)
- «Hologram World» (2008)
- «Pop Chart» (2009)

### Видеоклипы
| Год  | Название            | Режиссёр              |
| ---- | ------------------- | --------------------- |
| 2006 | «Bushy»             |                       |
| 2007 | «Radio Riot»        | Nick Chatfield-Taylor |
| 2008 | «Hologram World»    | Kids with Canes       |
| 2009 | «Skeletons»         | Jason Oliver Goodman  |
| 2009 | «Pop Chart»         | Evan Bernard          |
| 2009 | «Two Dead Soldiers» | Matthew Wargala       |